# Bolo palentino
El Bolo palentino o también llamado Bolo llano es una modalidad del juego de los bolos practicada en la provincia de Palencia, especialmente en la zona de la Montaña. El objetivo del juego es derribar el máximo número de bolos mediante el lanzamiento a distancia desde el pate de abajo y si la bola (que está construida de madera) es otorgada como válida entonces se lanza desde el pate de arriba.
Se emplean 9 bolos, en tres filas de tres, formando un cuadrado, más uno colocado delante de la fila central, llamado cuatro o miche o michi, que tiene un valor de cuatro. 
Se emplean bolas con llave, es decir, con un agujero donde se introduce el pulgar y un hueco opuesto donde se introducen los otros cuatro dedos de la mano.
Se lanzan las bolas hasta terminar cuatro partidas de tres juegos cada una, cerrándose cada uno de estos en 50 puntos.

## Desarrollo del juego
Se trata de un juego practicado en equipos de cinco personas.